# Bothynus cunctator
Bothynus cunctator är en skalbaggsart som beskrevs av Mannerheim 1829. Bothynus cunctator ingår i släktet Bothynus och familjen Dynastidae. Inga underarter finns listade.